# Život je rafinované peklo
Život je rafinované peklo je sci-fi román české spisovatelky Karoliny Francové. V roce 2002 za něj získala Cenu Karla Čapka (MLOK), týž rok byl vydán ve Sbírce vítězných prací Ceny Karla Čapka.